# Oil & Water EP
Oil & Water EP es el segundo EP producido por la banda de rock alternativo Evermore. Fue lanzado el 7 de abril de 2003 por el sello discográfico Warner Music.

## Lista de canciones
Todas las canciones escritas y compuestas por Evermore. 
| Oil & Water EP |                    |          |  |
| N.º            | Título             | Duración |  |
| 1.             | «Slipping Away»    | 4:06     |  |
| 2.             | «Oil & Water»      | 4:16     |  |
| 3.             | «Pick Yourself Up» | 3:31     |  |
| 4.             | «Tears»            | 5:11     |  |
| 5.             | «Colours Burning»  | 4:45     |  |

## Personal
- Jon Hume - vocales, guitarra
- Peter Hume - vocales, teclados, bajo
- Dann Hume - vocales, batería

## Historia
| Región    | Fecha              | Sello        | Formato              | Catálogo   |
| --------- | ------------------ | ------------ | -------------------- | ---------- |
| Australia | 7 de abril de 2003 | Warner Music | CD, descarga digital | 5046636662 |